# 始小貝科
始小貝科（學名：Eoconchariidae）是堅有爪目底下的一個科，此科的生物有時就稱作始小貝類（eoconchariids）。剛開始郝治純和舒德干將此科歸類為原生生物，因為只發現這科的物種除了微網蟲外，其餘都只發現其背部的骨板。Hou和Bergstrom之後將治純和舒德干所發表的屬和此科移至堅有爪目。始小貝屬（Eoconcharium）的曾經是這科的模式屬，之後始小貝屬歸類為微網蟲屬的異名，不過學名和名字就留了下來。Zhang等人在2007將方孔蟲屬和紡錘貝蟲屬加入此科。